# Vézère-völgyi festett barlangok
A Vézère-völgyi festett barlangok elnevezés mintegy 147 menedéket, 25 festett barlangot és számtalan egyéb leletet (szobrokat, használati tárgyakat) magába foglaló őskori emlékegyüttesre utal, amely a Vézère folyó Les Eyzies-de-Tayac és Montignac közötti szakaszán található, Dordogne megyében, Franciaországban. Tizenöt emléket a világörökség részeként jegyeznek.

## Világörökség részei
- cro-magnoni menedék
- Abri du Poisson barlang
- Font de Gaume barlang
- La Micoque menedék
- La Mouthe barlang
- Laugerie basse menedék
- Laugerie haute menedék
- Le Grand Roc menedék
- Les Combarelles barlang
- Le Cap Blanc barlang
- Lascaux-i barlang
- Rouffignaci-barlang
- Roc de Saint-Cirq barlang
- Le Moustier menedék
- La Madeleine menedék